# The Witch's Promise
The Witch's Promise è un singolo dei Jethro Tull uscito nel gennaio del 1970, composto da Ian Anderson, pubblicato su 45 giri; in seguito, nel 1972, venne incluso nella raccolta Living in the Past (album) e come bonus track nella edizione 2001 di Benefit. Il singolo originariamente edito dalla etichetta Chrysalis, negli USA fu distribuito dalla Reprise. Ha raggiunto la posizione numero 4 della UK Singles Chart, e fu promosso dalla trasmissione Top of the Pops. Sul lato B del 45 giri era incisa la canzone Teacher, in seguito pubblicata nella edizione USA di Benefit.

## Background
La canzone fu registrata nei Morgan Studios di Londra il 19 dicembre 1969, per consolidare il successo di "Living in the Past" e "Sweet Dream", entrate entrambe nella "top ten" inglese . La canzone abbandona le influenze blues per tornare alle atmosfere più folk dell'album precedente "Stand Up" e fu l'ultimo singolo registrato dai Jethro Tull per l'uso esclusivo su 45 giri senza essere incluso originariamente in un album.
Nel singolo fa la sua prima registrazione come turnista il tastierista John Evan, allora coinquilino di Ian Anderson, da allora in poi membro effettivo della band per tutti gli anni 70. Nel brano Evan suona anche il Mellotron, uno strumento a nastro che simulava una sezione archi, usato assai raramente dalla band.

## Musicisti
- Ian Anderson – voce, flauto
- Martin Barre – chitarra
- Glenn Cornick – basso
- Clive Bunker – batteria

Turnisti
- John Evan – piano, Mellotron

## Cover
La rock band inglese All About Eve ha realizzato nel 1989 una cover del brano come bonus track del loro singolo "December".